# Mette Gravlund Hansen
Mette Gravlund Hansen (født 1994) en dansk atlet medlem af Helsingør IF.
Mette Gravlund Hansen vandt sin som 16-årig DM-bronze i stangspring 2010. Hun går i 1.g på Helsingør Gymnasium trænes af Claus Hansen.

## Danske mesterskaber
- Bronze 2010 Stangspring 3,35

## Personlig rekord
- Stangspring -inde: 3,50 Ballerup 23. januari 2011
- Stangspring: 3,65 Hillerød 25. maj 2011